# تشارلز لان (منافس ألعاب قوى)
تشارلز لان (بالإنجليزية: Charles Lane)‏ هو منافس ألعاب قوى أسترالي، ولد في 19 مارس 1905، وتوفي في 14 ديسمبر 1954.

## وصلات خارجية
- تشارلز لين على موقع أوليمبيديا (الإنجليزية)
- تشارلز لين على موقع اللجنة الأولمبية الأسترالية (الإنجليزية)